# Chlorophytum namaquense
Chlorophytum namaquense là một loài thực vật có hoa trong họ Măng tây. Loài này được Schltr. ex Poelln. mô tả khoa học đầu tiên năm 1944.